# Львов, Иван Николаевич
Иван Николаевич Львов (24 июня 1857—1925, Свенцяны) — русский военачальник, генерал-лейтенант Генштаба. Последний российский комендант Двинской крепости-склада.
Происходил из дворян Московской губернии. Окончил физико-математический факультет Императорского Московского университета в 1879 году.

## Послужной список
- 30 мая 1879 — Поступил на военную службу.
- 6 августа 1881 — По окончании военного училища выпущен прапорщиком в 3-ю гвардейскую гренадерскую артиллерийскую бригаду.
- 30 августа 1884 — Произведен в подпоручики.
- 1 января 1885 — Произведен в поручики.
- 1886 — Окончил Николаевскую академию Генерального Штаба по 1-му разряду.
- 21 марта 1886 — Произведен в штабс-капитаны.
- 25 ноября 1886 — Переименован в капитаны Генштаба и причислен к Генеральному Штабу. Состоял при Харьковском Военном Округе. Назначен старшим адъютантом штаба 9-й пехотной дивизии.
- 13 декабря 1886 — Помощник старшего адъютанта штаба Харьковского Военного Округа.
- 28 октября 1887 — Отбывал цензовое командование ротой в 17-м пехотном Архангелогородском полку.
- 13 ноября 1888 — Старший адъютант штаба 17-го армейского корпуса
- 6 декабря 1890 — Штаб-офицер для особых поручений при штабе 17-го армейского корпуса.
- 21 апреля 1891 — Произведен в подполковники.
- 10 февраля 1894 — Штаб-офицер при управлении 57-й резервной пехотной бригады.
- 2 апреля 1895 — Произведен в полковники за отличие по службе.
- 1 мая 1897 — Цензовое командование батальоном в 11-м пех. Псковском полку.
- 2 апреля 1898 — Начальник штаба 32-й пехотной дивизии.
- 25 ноября 1899 — Начальник штаба 3-й пехотной дивизии.
- 15 октября 1902 — Командир 11-го пехотного Псковского полка.
- 30 мая 1904 — Состоял в распоряжении начальника Главного Штаба.
- 7 апреля 1905 — Начальник отдела Главного Штаба.
- 17 апреля 1905 — Произведен в генерал-майоры за отличие по службе.
- 14 января 1906 — Назначен в число двух генералов, положенных при Главном Штабе.
- 20 мая 1906 — Комендант Двинской крепости-склада (ещё состоял в этой должности 3 января 1917 года).
- 10 апреля 1911 — за отличие по службе на должности коменданта крепости произведён в чин генерал-лейтенанта.

Скончался в апреле 1925 года в Москве (по иной версии — в Свенцянах) — точная дата смерти не определена.

## Награды
- 1889 — Орден Св. Станислава III степени
- 1893 — Орден Св. Анны III степени
- 1899 — Орден Св. Станислава II степени
- 1908 — Орден Св. Владимира III степени
- 6 декабря 1913 года — Орден Св. Станислава I степени
- 22 февраля 1915 — Орден Св. Анны I степени
- 1916 — Орден Св. Владимира II степени[4]

## Сочинения
- Львов И. Н. Крепость-склад Двинск: Историческая справка. — Двинск: Двинский листок, [1915].